# Стоян Паликрушев
Стоян А. Паликрушев (1902 – 1986) е български политик, народен представител в VI велико народно събрание (1946 – 1949).
Основател на комунистическото движение в гр. Съединение. Създател на кооперативното движение в гр. Съединение. Кмет на гр. Съединение. Участник в комунистическата съпротива. Носител на многобройни държавни отличия на НРБ.